# Demonic (film 2015)
Demonic è un film del 2015 diretto da Will Canon.
Film horror statunitense con protagonista Maria Bello.

## Trama
Un agente di polizia e uno psicologo indagano sulla morte di cinque persone che sono state uccise mentre cercavano di evocare fantasmi.